# ناحیه دراریه
ناحیه دراریه (به عربی: دائرة دراریة) یک ناحیه در الجزایر است که در استان الجزیره واقع شده‌است.

## خصوصیات
ناحیه دراریه ۱۱۵٬۸۹۵ نفر جمعیت دارد.